# Galaxie spirale
Pour les articles homonymes, voir Spirale (homonymie).

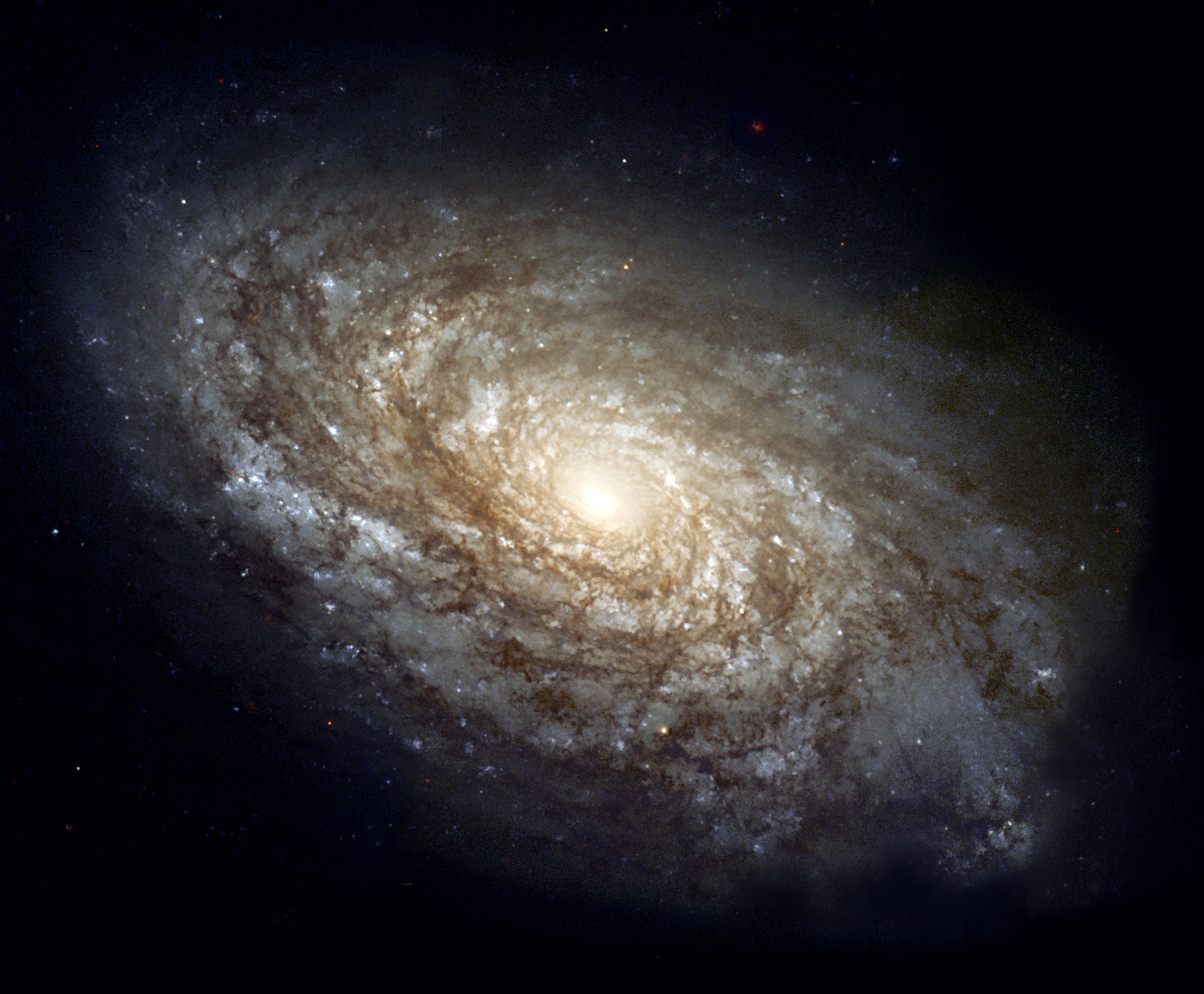
Galaxie spirale NGC 4414 telle que vue par le télescope spatial Hubble.

Une galaxie spirale est un type de galaxie contenant jusqu'à plusieurs centaines de milliards d'étoiles et qui adopte la forme aplatie d'un disque, avec un renflement central sphérique lumineux appelé le bulbe. Les galaxies spirales contiennent également, et de façon variable, des quantités importantes de gaz et de poussières. Autour du disque, il existe également un halo moins dense et plus discret, aux étoiles fréquemment regroupées en amas globulaires.
Le disque contient typiquement plusieurs bras lumineux, où se trouvent les étoiles les plus jeunes et les plus lumineuses. Ces bras s'enroulent autour du centre en formant une spirale, donnant leur nom aux galaxies. Les galaxies spirales sont considérées comme faisant partie des plus beaux objets du ciel et sont souvent utilisées en guise d'illustration dans la presse et l'édition grand public, y compris en dehors du domaine de l'astronomie. La galaxie M51, dite aussi « galaxie du Tourbillon » ou « galaxie des Chiens de Chasse » en constitue l'un des représentants parmi les plus emblématiques.
Les galaxies spirales appartiennent aux trois classes principales de galaxies établies par Edwin Hubble dans son ouvrage de 1936, Le royaume des nébuleuses. En tant que telles, elles appartiennent à la séquence de Hubble.
Notre galaxie, la Voie lactée, est une galaxie spirale, mais elle possède également une barre centrale, découverte dans les années 1990, ce qui en fait en réalité une galaxie spirale barrée, dont la structure détaillée n'est pas connue avec certitude aujourd'hui. Notre position sur le disque galactique rend très malaisée l'observation du centre de la Voie lactée en lumière visible en raison de la présence abondante de poussière interstellaire dans cette région. La preuve la plus convaincante de cette existence provient d'une étude des étoiles du centre galactique réalisée avec le télescope spatial Spitzer.

## Description

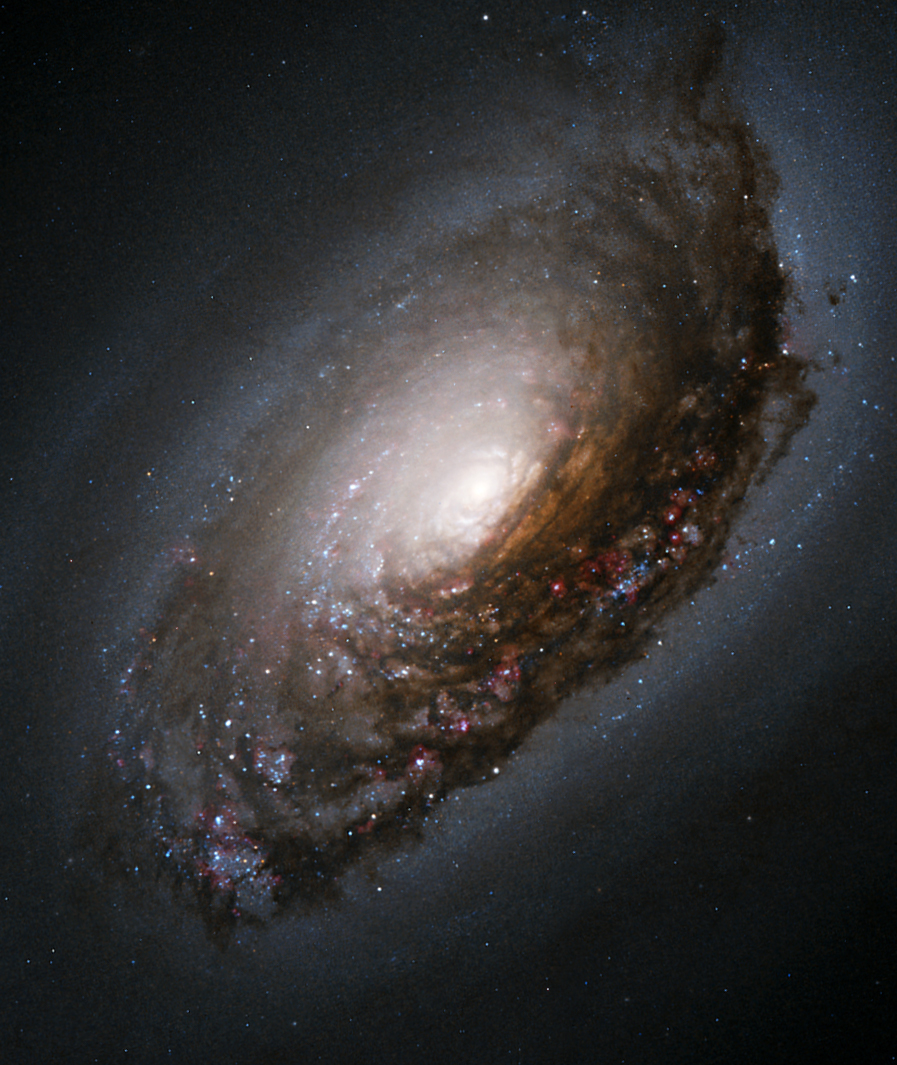
La galaxie de l'œil noir.

Les galaxies spirales sont des entités très dynamiques : elles sont notamment le lieu de formation des étoiles. Leur disque contient beaucoup de jeunes étoiles, les étoiles plus anciennes tendant à occuper plutôt leur renflement central, alors que le halo diffus est constitué des étoiles les plus vieilles. Les étoiles se forment à partir de concentrations du milieu interstellaire qui ne s'opèrent que dans le disque galactique. Leur diamètre se situe généralement entre 20 et 60 kiloparsecs (soit entre ~50 000 à ~200 000 al), et leur masse se situe entre 1010 et 1011 masses solaires.
Les télescopes modernes ont révélé que beaucoup de galaxies spirales hébergent des trous noirs supermassifs en leur centre, dont les masses peuvent excéder plusieurs centaines de millions de masses solaires. Les galaxies spirales et les galaxies elliptiques sont connues pour contenir toutes les deux ces objets exotiques. En fait, beaucoup d'astronomes croient maintenant que toutes les grandes galaxies contiennent un trou noir supermassif en leur noyau. Notre galaxie est connue pour héberger un trou noir dans son centre, Sgr A*, d'une masse de plusieurs millions de masses solaires.
Avec les galaxies irrégulières, les galaxies spirales constituent 60 % de la population de l'Univers local. On les trouve principalement dans les régions de faible densité et rarement aux centres des amas de galaxies.

## Classification

### La séquence de Hubble
Les galaxies sont classées selon un « diagramme en fourche de sélection » appelé séquence de Hubble. Le début de la fourche classifie les galaxies elliptiques selon une échelle, depuis les plus rondes, cotée E0, jusqu'aux plus aplaties, cotées E7. Sur les « branches » de la fourche figurent les deux types de galaxies spirales : les spirales « normales », au bulbe sensiblement régulier, et les spirales « barrées », dont le noyau s'étire plus ou moins, une ligne d'étoiles barrant le centre. Les galaxies spirales barrées constituent approximativement 50 % de la population totale des galaxies spirales.
La forme d'une galaxie spirale découle intuitivement de l'exercice des forces de gravitation (avec la forme familière d'un tourbillon autour d'un attracteur central). Pour autant celle des spirales barrées a longtemps intrigué les astronomes. Des simulations sur ordinateur suggèrent que la forme de spirale barrée apparaît assez facilement lors du croisement de deux galaxies (qui entraîne assez peu de collisions, la densité moyenne des galaxies étant plus faible que celle de la fumée de cigarette). Un croisement de ce type est prévu entre notre galaxie et celle d'Andromède dans quatre milliards d'années, sans que l'on ne sache prédire aujourd'hui s'il donnera un résultat du même genre.
Les deux types de galaxies spirales se subdivisent selon la proéminence de leur « renflement » central, la brillance de leur surface et le resserrement de leurs bras spiraux. Toutes ces caractéristiques sont liées, de telle manière qu'une galaxie Sa possède un gros renflement central, une grande surface lumineuse et des bras enroulés en une spirale serrée. Une galaxie Sb montre un renflement plus petit, un disque plus pâle et des bras plus relâchés, et ainsi de suite pour les types Sc et Sd. Les galaxies barrées sont caractérisées selon le même schéma, respectivement en SBa, SBb, SBc et SBd.
Il existe encore une autre classe de galaxies désignée S0, de type morphologiquement transitoire entre les galaxies spirales et les galaxies elliptiques. Ses bras spiralés s'enroulent de façon tellement serrée qu'il n'est pas possible de les distinguer ; les galaxies S0 sont munies d'un disque à la luminosité uniforme. Elles sont également affectées d'un très important renflement.

### Classe de luminosité des galaxies spirales
Tout comme les étoiles peuvent être intrinsèquement brillantes ou intrinsèquement faibles, les galaxies spirale peuvent également présenter une gamme de luminosité. Pour cette raison, Sidney van den Bergh introduit un descripteur supplémentaire pour les galaxies spirales, soit une classe de luminosité de la galaxie.
Dans ce système, on attribue à chaque galaxie spirale une classe de luminosité allant de I pour les plus brillantes à V pour les plus faibles . Puisque la luminosité totale correspond en gros à la masse totale des étoiles visibles, les galaxies spirales de classe de luminosité I sont aussi les plus massives et elles possèdent les bras spiraux les plus imposants.
La classe de luminosité des galaxies est également bien corrélée avec la régularité de la structure en spirale, les galaxies les plus lumineuses, donc les plus massives, étant les plus ordonnées. Ceci est tout simplement expliqué par le modèle d'onde de densité de la formation des bras en spirales. Plus la galaxie est massive, plus les nuages de gaz se concentreront dans les régions de haute densité. Comme plus de gaz est disponible, plus de nouvelles étoiles bleues seront formées sur le site, ce qui rendra la structure en spirale mieux définie.
Cette caractéristique est maintenant aussi appliquée aux galaxies irrégulières comme on peut le constater sur la base de données NASA/IPAC.

## Exemples
- Galaxie d'Andromède (M31)
- Galaxie du Triangle (M33)
- Galaxie des Chiens de Chasse, dite aussi galaxie du Tourbillon (M51)